# Condado de Morgan (Indiana)
El condado de Morgan (en inglés: Morgan County), fundado en 1822, es un condado del estado estadounidense de Indiana. En el año 2000 tenía una población de 66 689 habitantes con una densidad poblacional de 63 personas por km². La sede del condado es Martinsville.

## Geografía
Según la Oficina del Censo, el condado tiene un área total de 1060 km² (409,3 mi²), de la cual 1053 km² (406,6 mi²) es tierra y 7 km² (2,7 mi²) es agua.

## Demografía
En fecha censo de 2000, había 66 689 personas, 24 437 hogares, y 19 036 familias que residían en el condado.
En el 2000 la renta per cápita promedia del condado era de $ 47 739 y el ingreso promedio para una familia era de $52 851. El ingreso per cápita para el condado era de $20 657. En 2000 los hombres tenían un ingreso per cápita de $39 701 frente a $26 311 para las mujeres. Alrededor del 6.60% de la población estaba bajo el umbral de pobreza nacional.

## Condados adyacentes
- Condado de Hendricks (norte)
- Condado de Marion (noreste)
- Condado de Johnson (este)
- Condado de Brown (sureste)
- Condado de Monroe (sur)
- Condado de Owen (suroeste)
- Condado de Putnam (noroeste)

## Localidades
Ciudades y pueblos
- Bethany
- Brooklyn
- Martinsville
- Monrovia
- Mooresville
- Morgantown
- Paragon

Áreas no incorporadas
- Centerton
- Cope
- Eminence
- Hall
- Waverly
- Wilbur

Municipios
- Adams
- Ashland
- Baker
- Brown
- Clay
- Green
- Gregg
- Harrison
- Jackson
- Jefferson
- Madison
- Monroe
- Ray
- Washington

## Principales carreteras
- Interestatal 69
- Interestatal 70
- Carretera Estatal 37
- Carretera Estatal 39
- Carretera Estatal 42
- Carretera Estatal 44
- Carretera Estatal 67
- Carretera Estatal 135
- Carretera Estatal 142
- Carretera Estatal 144
- Carretera Estatal 252
- Carretera Estatal 267